# Elezioni legislative in Svezia del 1970
Le elezioni legislative in Svezia del 1970 si tennero il 20 settembre per il rinnovo del Riksdag. In seguito all'esito elettorale, Olof Palme, espressione del Partito Socialdemocratico, fu confermato Ministro di Stato.

## Risultati
| Liste                                              | Voti      | %     | Seggi |
| -------------------------------------------------- | --------- | ----- | ----- |
| Partito Socialdemocratico dei Lavoratori di Svezia | 2 256 369 | 45,33 | 163   |
| Partito di Centro                                  | 991 208   | 19,91 | 71    |
| Partito Popolare                                   | 806 667   | 16,21 | 58    |
| Partito Moderato                                   | 573 812   | 11,53 | 41    |
| Partito della Sinistra                             | 236 659   | 4,75  | 17    |
| Unione Cristiano-Democratica                       | 88 770    | 1,78  | –     |
| Altri                                              | 22 707    | 0,46  | –     |
| Totale                                             | 4 977 336 | 100   | 350   |